# Somogyszil
Somogyszil (németül: Sil) község Somogy vármegyében, a Kaposvári járásban.

## Fekvése
Kaposvártól közúton 22 kilométerre északkeletre fekszik, Igal közelében, attól mintegy 5 kilométerre, a Kocsolától odáig húzódó 6507-es út mentén.

## Címere

### A címer története
A címer megalkotásakor a település korábban használt pecsétjeihez, és azok elemeihez nyúltak vissza. Már a 18. század végén használt pecséten megtalálható volt a háromágú korona, az ekevas, a búzakalász (ekkor még csak egy darab) és a könyöklő kar (ekkor még balra fordult). 1835-től a búzakalászok száma három lett, a kar jobbra fordult, a korona azonban hiányzott. A címert 1995-ben véglegesítették jelenlegi formájában.

### A címer leírása
Álló csücsköstalpú pajzs, melynek kék mezejében jobbra fordult, felemelt ezüst szablyát tartó páncélos kar, melynek könyökhajlata fölött, a pajzs vonalán három arany búzakalász áll, a két szélső egy-egy arany levéllel van megrakva. A páncélos kart felülről egy vörös ékkövekkel díszített háromágú arany korona, alulról egy hegyével lefelé, élével jobbra fordított ezüst ekevas keretezi. (A korona a település egykori mezővárosi rangjára, a páncélos kar az egykori hajdútelepülésre utal).

## Története
A falu a középkorban Tolna vármegye része volt és nem a mai helyén, hanem a Szilkállónak nevezett dűlőben feküdt. Nevét először 1138-ban, II. Béla király megerősítő levelében említették a dömösi prépostság részére kiállított megerősítő levélben. Neve később, az 1332-1337. évi pápai tizedjegyzékben ugyancsak egyházas helyként szerepelt. Az 1563. évi török kincstári fejadójegyzékben 10, 1580-ban pedig 17 ház állt itt. 1660-ban birtokosaként Zankó Miklós, egy 1703 körüli összeírásban pedig Zankó Miklós és Boldizsár birtokaként volt említve. Az 1715. évi összeírás pedig megjegyzi róla, hogy a falu sokáig lakatlanul állt és csak két év óta lakják ismét, ekkor 39 háztartását írták össze. 1726-ban fele-fele részben a gróf Harrach család és gróf Esterházy János birtoka volt, de 1733-ban már a Hunyadyaké volt.
A település neve a 19. század végén még Szil volt. Ekkoriban kisközség volt Somogy vármegye igali járásában. 1891-ben 2 672 magyar és német lakosa volt.

## Egykori, mára elpusztult települések a környéken
- A középkori falutól északra Scanas nevű falu állt, mely IV. László király idejéből való határjáró levelében is megtalálható. Neve Szanácsi-szőlőtelep nevében őrződött meg. A 20. század elejének adatai szerint a községhez tartoztak még: Csérihegy-, Magyaród- és Marosd-puszták, Öreghegy, Szanácsi-telep, Új-major és Vörös-major.
- Csérihegy-puszta – Neve 1479-ben Chery alakban fordult elő, 1703-ban pedig Csér alakban. 1733-ban Boronkay Ferenc birtoka volt.
- Magyaród-puszta – A 16. században még falu volt, mely az 1575. évi török kincstári adólajstrom szerint 8 házból állt. 1723-ban Festetics Kristóf Sárközy Jánosnak vallotta be, kinek utódai bírták az újabb időkig. Sárközy Béla 1892-ben a gróf Hunyadyaknak adta el.
- Marosd-puszta – A középkorban szintén falu volt, melynek ekkor már az 1332-1337. évi pápai tizedjegyzék szerint is  plebániája volt. 1660-ban Zankó Miklós birtokaként írták, 1726-ban gróf Esterházy János, 1733-ban pedig Boronkay Ferenc birtoka volt.
- Szanácsi-telep – Neve egy 1703 táján kelt összeírásban is szerepelt. 1726-ban gróf Esterházy János birtoka volt.

## Közélete

### Polgármesterei
- 1990–1994: Sámoly Endre (független)[3]
- 1994–1998: Sámoly Endre (független)[4]
- 1998–2002: Sámoly Endre (független)[5]
- 2002–2006: Sámoly Endre (független)[6]
- 2006–2010: Sámoly Ferenc (független)[7]
- 2010–2014: Sámoly Ferenc (Fidesz-KDNP)[8]
- 2014–2019: Sámoly Ferenc József (Fidesz-KDNP)[9]
- 2019–2024: Szakály László (független)[10]
- 2024– : Szakály László (független)[1]

## Népesség
A település népességének változása:
| Lakosok száma | 759  | 775  | 766  | 661  | 658  | 654  | 644  |
|               | 2013 | 2014 | 2015 | 2021 | 2022 | 2023 | 2024 |

A 2011-es népszámlálás során a lakosok 90,6%-a magyarnak, 10,2% cigánynak, 4,4% németnek, 0,4% szlováknak mondta magát (7,8% nem nyilatkozott; a kettős identitások miatt a végösszeg nagyobb lehet 100%-nál). A vallási megoszlás a következő volt: római katolikus 60,8%, református 5,2%, evangélikus 13,8%, felekezet nélküli 7,6% (12% nem nyilatkozott).
2022-ben a lakosság 89,1%-a vallotta magát magyarnak, 4,7% németnek, 2,7% cigánynak, 0,3% horvátnak, 0,2% románnak, 1,5% egyéb, nem hazai nemzetiségűnek (9,7% nem nyilatkozott; a kettős identitások miatt a végösszeg nagyobb lehet 100%-nál). Vallásuk szerint 38,6% volt római katolikus, 9,9% evangélikus, 4,3% református, 0,3% görög katolikus, 0,9% egyéb keresztény, 0,6% egyéb katolikus, 13,4% felekezeten kívüli (31,8% nem válaszolt).

## Nevezetességei
Műemléki védelem alatt álló római katolikus temploma középkori eredetű. Gótikus stílusban épült, de 1726-ban barokk stílusban átalakították.

## Híres somogysziliek
- A Somogy vármegyei Szil községben született Edvi Illés Károly (1842–1919) hírneves büntetőjogász, 1842. június 26-án.
- Itt született Szegfi Mór hírlapíró, miniszteri titkár (1825–1896).
- Itt született Hajdu Gyula nemzetközi jogász (1886-1973)
- Itt született Kelemen József ipari formatervező művész  1939. április 14-én.
- Itt született Bedegi Győző író, Toleranciadíjas újságíró, 1948. június 1-jén.[forrás?]